# اسون یاکوبسن
اسون یاکوبسن (سوئدی: Sven Jacobsson؛ ۱۷ آوریل ۱۹۱۴ – ۹ ژوئیهٔ ۱۹۸۳) یک بازیکن فوتبال اهل سوئد بود.

## تیم ملی
وی همچنین در تیم ملی فوتبال سوئد بازی کرده است.